# Toke Talagi
Toke Talagi (9 januari 1951 - 15 juli 2020) was een politicus uit Niue. Hij was van 2008 tot 2020 premier van het eiland. Eerder was Talagi al minister van Financiën, van Onderwijs en vicepremier. Aangezien er op Niue geen politieke partijen bestaan, is Talagi een onafhankelijk politicus. Hij was ook voorzitter van de Niue Rugby Football Union. Hij was getrouwd met Fifitaloa Talagi.

## Loopbaan
In 2002 werd Talagi verkozen in het parlement van Niue voor de nationale kieskring. Zes jaar later versloeg hij zittend premier Young Vivian tijdens de verkiezing van de regeringsleider door het parlement met veertien stemmen tegen vijf. Talagi combineerde de functie van regeringsleider met de portefeuilles Buitenlandse Zaken, Handel en Ontwikkelingshulp.
In 2008 werd Talagi verkozen tot voorzitter van het Pacific Islands Forum (niet te verwarren met de functie van secretaris-generaal). In die hoedanigheid zat hij een jaar later samen met de Japanse premier Taro Aso de vijfde Bijeenkomst van Leiders van de Pacifische Alliantie voor in de Japanse prefectuur Hokkaido.
Tijdens de parlementsverkiezingen van 2011 wist Talagi zijn zetel te behouden, en behaalde hij zelfs de meeste stemmen in de nationale kieskring. Tien dagen later, op 17 mei, werd hij door het parlement herkozen als premier, met 12 van de 20 stemmen. 
Bij de parlementsverkiezingen 2020 verloor hij zijn zetel en verkoos het parlement een nieuwe premier, Dalton Tagelagi.

## Kabinetten

### Talagi-I (2008-2011)
Het eerste kabinet onder Toke Talagi zag er behalve hemzelf als volgt uit:
- O'Love Jacobsen (minister van Volksgezondheid, Openbare Werken, Vrouwenzaken en de Niue Power Corporation);
- Togio Sioneholo (minister van Gemeenschapszaken, Onderwijs, Justitie, Scheepvaart en Brandstof)
- Pokotoa Sipeli (minister van Post en Telecommunicatie, Landbouw, Bosbouw en Visserij en Administratieve Diensten)

### Talagi-II (2011-2020)
In het kabinet Talagi-II zaten de volgende ministers. Tussen haakjes staat de kieskring (dorp of nationale kieskring) vermeld.
- Kupa Magatogia (Lakepa)
- Pokotoa Sipeli (Liku)
- Joan Tahafa Viliamu (Nationaal)

Joan Tahafa Viliamu is de eerste vrouwelijke minister ooit op Niue.